# Stow (Ohio)
Stow es una ciudad ubicada en el condado de Summit en el estado estadounidense de Ohio. En el Censo de 2010 tenía una población de 34837 habitantes y una densidad poblacional de 776,55 personas por km².

## Geografía
Stow se encuentra ubicada en las coordenadas 41°10′35″N 81°26′12″O / 41.17639, -81.43667. Según la Oficina del Censo de los Estados Unidos, Stow tiene una superficie total de 44.86 km², de la cual 44.26 km² corresponden a tierra firme y (1.35%) 0.6 km² es agua.

## Demografía
Según el censo de 2010, había 34837 personas residiendo en Stow. La densidad de población era de 776,55 hab./km². De los 34837 habitantes, Stow estaba compuesto por el 93.03% blancos, el 2.71% eran afroamericanos, el 0.07% eran amerindios, el 2.42% eran asiáticos, el 0.03% eran isleños del Pacífico, el 0.31% eran de otras razas y el 1.44% pertenecían a dos o más razas. Del total de la población el 1.48% eran hispanos o latinos de cualquier raza.